# Bambari Airport
Bambari Airport är en flygplats i Centralafrikanska republiken. Den ligger i den centrala delen av landet, 280 km nordost om huvudstaden Bangui. Bambari Airport ligger 474 meter över havet.
Terrängen runt Bambari Airport är platt. Närmaste större samhälle är Bambari, 9,5 km söder om Bambari Airport. 
I omgivningarna runt Bambari Airport växer huvudsakligen savannskog. Runt Bambari Airport är det glesbefolkat, med 16 invånare per kvadratkilometer.